# Осьминский район
О́сьминский райо́н — административно-территориальная единица Ленинградской области, существовавшия с 1927 по 1961 годы.
Административный центр — посёлок Осьмино.

## История
Был образован в сентябре 1927 года в составе Лужского округа Ленинградской области, районный комитет партии создан не позднее декабря 1928 года. В 1930 году в связи с ликвидацией округов вошёл непосредственно в область. 5 октября 1930 года прошла первая районная партийная конференция.
По переписи 1926 года население 200 населённых пунктов района составляло 25 968 человек.
В июле 1933 года в состав района вошли некоторые сельсоветы упразднённого Рудненского района.
С марта 1935 года по сентябрь 1940 года входил в состав Кингисеппского округа.
В годы Великой Отечественной войны (с июля 1941 года по февраль 1944 года) район был оккупирован.
В августе 1961 года Осьминский район был упразднён, его территория перешла в состав Волосовского, Сланцевского и Лужского районов. Последнее заседание бюро РК состоялось 28 июля 1961 года.